# Барбасов, Феоктист Александрович
Феоктист Александрович Барбасов (3 января 1906, Ярцево — 16 февраля 1978, Ярославль) — советский военнослужащий, участник Великой Отечественной войны, Герой Советского Союза (23 сентября 1944), командир 1178-й стрелкового полка 350-й стрелковой дивизии 13-й армии 1-го Украинского фронта, полковник.

## Биография
Родился в семье рабочего. После окончания неполной средней школы работал на текстильной фабрике, в 1923 вступил в комсомол и вскоре был избран секретарём комсомольской организации прядильного отделения. В 1924 добровольцем ушёл в Красную Армию. Окончил 3-ю пехотную школу в Смоленске и артиллерийское отделение военной школы в Минске в 1928 году. В 1934 году — Курсы усовершенствования командного состава. В 1939 направлен в Военную академию им. Фрунзе, которую успешно окончил. Великую Отечественную войну начал в должности начальника штаба бригады, а с января 1944 командовал полком.

## Подвиг
Освобождая города и сёла Польши, Барбасов в числе первых советских частей 29 июля вышел к Висле в районе Баранува и с ходу начал переправу. На подручных средствах и рыбачьих лодках под артиллерийским и миномётным обстрелом бойцы и офицеры форсировали крупный водный рубеж. Среди первых советских воинов, форсировавших Вислу, был и подполковник Барбасов. Свой командный пункт он оборудовал в передовых подразделениях и личным примером показывал образцы мужества и бесстрашия. Уже за первый день боёв на правом берегу Вислы полк продвинулся на 6 километров и захватил удобные для обороны рубежи. Немецкое командование, хорошо понимая значение плацдарма, делало всё, чтобы ликвидировать его. Крупные силы немецкой авиации непрерывно атаковали передний край обороны полка и переправы. Немецкая пехота, не считаясь с потерями, по нескольку раз в день штурмовала траншеи. Особенно сильный натиск был 31 июля, немцы крупными силами шесть раз пытались наступать на участке полка Барбасова. Но советские воины не отошли ни на шаг. Плацдарм, захваченный и удерживаемый ими, сыграл большую роль в дальнейших наступательных операциях в Польше.
За период наступательных боёв полк под командованием Ф. А. Барбасова, уничтожил более 850 вражеских солдат и офицеров, 12 орудий, 4 танка. Освободил около 500 км². территории, десятки крупных населённых пунктов и в их числе 4 города. Прошёл с боями 204 км и захватил в плен свыше 350 вражеских солдат.
За умелое руководство полком, личное мужество и бесстрашие Указом Президиума Верховного Совета СССР от 23 сентября 1944 подполковнику Барбасову Феоктисту Александровичу присвоено звание Героя Советского Союза.

## После войны
После окончания Великой Отеченственной войны Барбасов продолжил служить в Красной Армии. Жил в Ярославле, работал в сельскохозяйственном институте. В 1957—1959 гг. работал на военной кафедре в Ворошиловском (с 1958 г. — Приморском) сельскохозяйственном институте (нынешняя Приморская ГСХА).
Умер 16 февраля 1978 года. Был похоронен на Западном гражданском кладбище (Чурилково). В 1994 году останки перезахоронены на аллее Героев Воинского мемориального кладбища города Ярославля.

## Награды
- Медаль «Золотая Звезда» Героя Советского Союза
- 2 Ордена Ленина
- 4 Ордена Красного Знамени
- Орден Александра Невского
- Орден Отечественной войны 1 степени
- медали